# Disk-At-Once
 (septembre 2013).
Si vous disposez d'ouvrages ou d'articles de référence ou si vous connaissez des sites web de qualité traitant du thème abordé ici, merci de compléter l'article en donnant les références utiles à sa vérifiabilité et en les liant à la section « Notes et références ».
Pour les articles homonymes, voir DAO.
Disk-At-Once (DAO) est un anglicisme désignant une méthode de gravure d'un disque compact consistant à graver le disque en une seule passe (ou session), sans interruption du laser d'écriture. À l'issue de l'opération, même si le disque n'est pas plein, il sera impossible d'y ajouter de nouveaux enregistrements. C'est la méthode généralement adoptée pour enregistrer un CD-Audio, l'autre méthode étant l'enregistrement piste par piste, aussi appelée "Track-At-Once" (TAO) mais cette dernière nécessite une finalisation du CD gravé (qui consiste à graver la table des matières) avant que l'on puisse l'écouter sur un lecteur de CD normal.